# YouTube Vanced
YouTube Vanced (ali preprosto Vanced, prej iYTBP ) je bila spremenjena aplikacija YouTube tretje osebe za Android, ki je vključevala vgrajeno razširitev za blokiranje oglasov.   Druge funkcije aplikacije so vključevale SponsorBlock, predvajanje v ozadju, brezplačno sliko v sliki (PiP), črno temo AMOLED, nadzor svetlosti in glasnosti s potegom ter implementacijo razširitve brskalnika Return YouTube Dislike .      Razviti sta bili tudi spremenjeni različici YouTube Music in MicroG.  
Ime Vanced izvira iz angleške besede advanced, kar v slovenščini pomeni napredno, vendar z odstranjenima črkam ad ki v angleščini pomeni oglas, kar se nanaša na funkcije programske opreme za blokiranje oglasov. 
Razvijalci YouTube Vanced-a so 13. marca 2022 objavili, da bodo prenehali z nadaljnim posodabljanjem aplikacije, potem ko so od Googla prejeli pismo o prekinitvi in opustitvi, zaradi česar so morali prenehati z razvojem in distribucijo aplikacije.       Aplikacija je še naprej delovala za preostale uporabnike do konca aprila 2023, ko je osnovna funkcija predvajanja v YouTubu Vanced postala nedelujoča zaradi prekinitve nadaljnjih posodobitev.   Po ukinitvi YouTube Vanced-a so se kot zamenjava pojavile podobne aplikacije, kot je ReVanced. 
Konec marca 2024 je aplikacija Vanced MicroG prav tako prenehala delovati za vse uporabnike ReVanced-a, ki so ga še vedno uporabljali, zaradi česar so uporabniki morali uporabiti najnovejšo različico aplikacije. 

## Lastnosti

### YouTubove funkcije

#### Funkcije YouTube Premium
Vanced je omogočal dostop do več funkcij YouTube Premium, kot je način slika v sliki, ki je omogočal gledanje videoposnetkov v lebdečem oknu, blokiranje oglasov, ki je odstranil oglase v aplikaciji, in predvajanje v ozadju, ki je omogočalo predvajanje videoposnetkov v ozadju z ugasnjenim zaslonom na telefonu.  

#### Druge lastnosti
Vanced je odobril dostop do številnih drugih funkcij, kot je SponsorBlock in njegove zbirke podatkov, ki preskakuje sponzorske segmente v videoposnetkih, prisilni način HDR skupaj s kodekom VP9, preglasitev največje ločljivosti, nadzor svetlosti in glasnosti s potegom, omogočanje povečava s prsti na vseh napravah, možnost samodejnega ponavljanja videoposnetkov po koncu, prenos nastavitev kakovosti videa in hitrosti iz videoposnetka v videoposnetek, ponovno omogočanje števca nevšečkov na videoposnetkih in možnost prijave s spremenjenim mikroG.  

### Funkcije YouTube Music

#### Funkcije YouTube Premium
YouTube Music Vanced je ponujal funkcije, podobne storitvi YouTube Premium, podobne funkcijam YouTube Vanced, vključno z blokiranjem oglasov. 

### Funkcije naprednega upravitelja

#### Namestitev
YouTube Vanced in druge spremenjene aplikacije ekipe Vanced so bile prenesene in posodobljene prek upravitelja Vanced z uporabo vnaprej zgrajenih datotek APK .  Za uporabnike Vanceda, ki so svoj telefon ukoreninili, je bilo mogoče aplikacijo namestiti in prepoznati kot privzeto aplikacijo YouTube v telefonu, namesto da bi jo namestili kot ločeno aplikacijo.

## Zgodovina
Leta 2015 so uporabniki GitHub pylerSM, esgie in sigv razvili modul xPosed z imenom "YouTube Background Playback".  V letu 2016 je modul začel vzdrževati uporabnik th3an7, ki je kasneje postal najaktivnejši vzdrževalec.   21. februarja 2017 je uporabnik XDA Master_T vstavil funkcije modula xPosed v samo datoteko YouTube APK in jo izdal kot iYTBP (okrajšava za injected YouTube Background Playback ).  Namestite ga lahko brez programa Magisk z uporabo uradnega "iYTBP Vanced Universal Installer".  Ime projekta je bilo 4. marca 2018 spremenjeno iz iYTBP v Vanced. 
Po 3 mesecih razvoja, je 30. junija 2020 bil izdan Vanced Manager za lažjo namestitev novejših različic Vanced-a, ki je prišel kot datoteka APKS (split APK) in ne kot navaden APK. 
27. septembra 2020 je izšel YouTube Music Vanced. 
Posodobitev junija 2021 je prinesla preoblikovan logotip. 
Google je 13. marca 2022 poslala ekipi Vanced-a obvestilo o prekinitvi, zaradi česar je bil projekt zaustavljen.  V času zaustavitve so ga vzdrževali uporabniki GitHuba in sicer bhatvikrant, milindgoel15, mlnrDev, Vendicated in X1nto. 

## Poglej tudi
- youtube-dl
- Primerjava nalagalcev YouTube